# Distretto di Shangcheng
Il distretto di Shangcheng (上城区S, ShangchengP) è un distretto della Cina, situato nella provincia dello Zhejiang.